# دوغ بيترسون (سياسي)
دوغ بيترسون هو سياسي أمريكي، ولد في 1959 في كولمبوس في الولايات المتحدة. نشط حزبياً في الحزب الجمهوري.